# Thomas Lavigne
Pour les articles homonymes, voir Lavigne.
Thomas Lavigne, né à Paris le 5 février 1976, est un architecte et ingénieur français .

## Biographie
Il suit des études d'ingénieur à Nantes à l'École Supérieure du Bois. Il obtient son diplôme en juin 1998.

Attiré par l'architecture des grands ouvrages d'art que lui a enseigné son père Charles Lavigne - architecte du pont de Normandie - Il intègre l'école d'architecture de Nantes en 1998 où il passe son diplôme en juin 2002 et rencontre sa future femme : Cecilia Amor Mahia, architecte et urbaniste, de nationalité Espagnole avec qui il travaille désormais.

Après ses études et une collaboration au sein de l'agence de Michel Roulleau architecte à Nantes, il crée en septembre 2003 avec Charles Lavigne et Christophe Cheron, la société "Architecture et Ouvrages d'Art".

Depuis 2003, Thomas Lavigne a remporté de nombreux concours d'ouvrages d'art, en France et à l'étranger et a repris le flambeau de Charles Lavigne (1944 - 2005).

## Prix
- 2022 : FIMBACTE 2022 : Trophée d'Or pour le projet du pont de Nogent sur Marne
- 2021 : Concours International du pont sur le Douro à Porto - PORTUGAL - projet colauréat (3 projets retenus sur 27)
- 2021 : FIMBACTE 2021 : Trophée d'or pour la passerelle de la gare de Chartres
- 2021 : Trophées de la Construction 2021 : 1 Prix Infrastructure pour la passerelle de la Gare de Chartres
- 2021 : FIDIC 2021 : Excellence FIDIC AWARDS : Viaduc de la nouvelle route du Littoral de 5400 m à l'île de la Réunion
- 2018 : FIMBACTE 2018 : Grand Prix du cadre de vie pour la passerelle et les aménagements du PEM de la gare de MORLAIX
- 2014 : FIDIC 2014 : Outstanding projects : pont Chaban Delmas
- 2014 : ACEC AWARDS 2014 : pont Chaban Delmas
- 2014 : FIB 2014 AWARDS: pont de Terenez
- 2013 : Grand Prix National de l'Ingenierie 2013
- 2012 : European steel bridges awards : pont Confluences à Angers

## Principales œuvres

### Ouvrages achevés
- 2022 : Le viaduc en arc de la Mayenne - déviation de Château Gontier
- 2022 : La passerelle sur la Marne à Nogent sur Marne
- 2022 : La passerelle Empalot sur la Garonne à Toulouse
- 2021 : La passerelle de la gare de Chartres
- 2021 : Le pont de Kazungula sur le Zambèze
- 2020 : le viaduc de la nouvelle route du littoral à l'île de la Réunion : 5400 m
- 2020 : Le viaduc de la Ligne B du Métro aérien de Rennes
- 2019 : Le pont des Arts et métiers sur la Maine à Angers - tramway ligne B
- 2019 : La passerelle et le parking du PEM (Pôle d'échanges multimodal) de la gare de Saint Brieuc
- 2019 : La passerelle de la gare d'Angoulême
- 2018 : La réhabilitation du pont Eiffel à Cubzac les ponts
- 2018 : La passerelle et les aménagements du PEM de la gare de Morlaix
- 2017 : L'ensemble des ouvrages d'art de la LGV Sud Europe Atlantique plus de 300km
- 2015 : La passerelle et les aménagements du PEM de la gare de Cluses
- 2014 : Le viaduc sur le Brivet à Pontchateau
- 2013 : Passerelle Nelson-Mandela à Lyon
- 2013 : passerelles du projet Port Fréjus II
- 2013 : Passerelle Vauban au Havre
- 2013 : Pont Jacques-Chaban-Delmas à Bordeaux, long de 443 mètres, et caractérisé par une travée centrale de 117 mètres pouvant s’élever à plus de 50 mètres [2].
- 2012 : Pont de verdun sur garonne à Verdun-sur-Garonne
- 2012 : Pont urbain de Montévrain
- 2012 : Ecopont sur l'A57
- 2011 : la reconstruction du tablier mobile du Pont de Recouvrance à Brest
- 2011 : Pont d'Altiani en Corse sur le Tavignano
- 2011 : Pont de Térénez dans le Finistère
- 2011 : Viaduc de la Côtière
- 2010 : Pont Confluences Le franchissement de la Maine à Angers dédié au tramway[3]
- 2010 : le pont aval de Bonneville
- 2010 : les viaducs du projet Gautrain en Afrique du Sud
- 2010 : Viaduc de la Lizaine de la LGV Rhin-Rhône et les viaducs de la section A et C[4]
- 2009 : la route des Tamarins sur l'île de La Réunion
- 2009 : Viaduc aval sur la Durance à Avignon
- 2008 : Pont d'Audincourt Valentigney
- 2008 : Viaduc de la Maine
- 2008 : Pont du Languedoc à Gignac
- 2008 : Passerelle Thibaud de Champagne à Marne la Vallée
- 2007 : Ponte da Leziria pont de 12 km sur la Tage au Portugal
- 2006 : Pont des Docks au Havre
- 2004 : Viaduc de l'Anguienne
- 2002 : Viaduc du Pays de Tulle

### Ouvrages en construction et Projets en cours
- Le pont tournant de Colombelles en Normandie
- Le pont Mobile Charles 3 à Nancy
- La passerelle Empalot à Toulouse
- La pont tramway piétons cycles de Nantes Babinière
- Les ouvrages de la rocade ouest d'Agen
- Le pont urbain de Limoges franchissant l'A20
- Le pont sur la Seine des JO de Paris 2024
- La passerelle d'Aubervilliers pour les JO de Paris 2024
- Le nouveau pont de l'île d'Orléans à Québec au CANADA
- Les ouvrages d'art du lot 2 de la ligne à grande vitesse HS2 entre Londres et Birmingham
- La passerelle sur la Marne à Nogent sur Marne
- Le pont sur la Loire de Bas en Basset
- Le Pont de l'Amitié Qatar-Bahreïn : franchissement de 40 km entre Qatar et l'île de Bahreïn
- Les viaducs de Gautrain en Afrique du Sud